# لوئیز هنریکه (بازیکن فوتبال، زاده ۲۰۰۱)
لوئیز هنریکه (زاده ۲ ژانویه ۲۰۰۱) یک بازیکن فوتبال اهل برزیل است که هم اکنون برای باشگاه فوتبال زنیت سن پترزبورگ در پست مهاجم بازی می‌کند.